# ねっか
ねっか は、福島県南会津郡只見町に本社および工場を置く合同会社ねっか（ネッカ）が運営する酒類醸造所である。

## 概要
2016年（平成28年）、「先祖から受け継いだ田を守り、豊かな自然の中で、大切に米つくりをしていこう」との想いを持つ4人の米農家と1人の醸造技術者が出会い、「地域の想いをかたちにし、次世代につなげよう」と、米焼酎造りに動いたことに始まる。奥会津を中心にして地域の新しい価値を生み、只見のライフスタイルを提供して雇用の場を生み出し、地域に誘客を導き都市との交流を図ることを目的としている。
焼酎は伝統的な製法で造られ、鹿児島や宮崎などの九州の酒造が国内生産の約80パーセントをしめている。会津地方は日本酒の酒造が数多く存在する、そうした環境で5年前、只見町長から「ここには特産品が無い、何とか自慢できる酒造が欲しい」との話を聞いたのが脇坂斉弘だった。脇坂は隣町の酒造会社で、16年間にわたり「麹屋」（麹作り）や「酛屋」（酒母作り）を行っていた。地元の米と水で、地元の人に飲んでもらう地酒をと、地元の農家に頼み新潟産の「五百万石」と福島産の「夢の香」を試験的に作ってもらった。その時、協力した米農家の4人と蒸留所を立ち上げることになった。
米焼酎は日本酒造りと同じ製造方法で、日本酒の福島県産の吟醸酵母と清酒用の麹菌を使い発酵させ「もろみ」を造り、そのもろみを蒸留して米焼酎を造る。米焼酎は和食全般に合うが、特に鮨などの酢飯との相性が良い。蒸留酒なので糖分やプリン体もないため、体には良い酒である。また、ねっかは、5月に全国で初めて輸出用酒類製造免許を取得し、11月下旬、地元産のコメを使った日本酒「雪龍」を香港向けて輸出した。
ねっかは地域活性化のため色々な活動に取り組んでいる、商品の「9年貯蔵 只見町小学5年生の焼酎」は、地元小学校の5年生に米作りを体験してもらい、それで収穫した米で焼酎を造り、成人式にプレゼントする企画である。完成した焼酎は、現在蔵で熟成中であるが、この取り組みの参加者からは「将来ねっかで働きたい」とゆう子供がいるという。また、商品の「継ねっか」は、地域の子供やお年寄りが手をかけ育てた米を使用して造られた焼酎である。
「ねっか」の由来
南会津南郷地域で使われる方言で、「ねっかさすけねぇー」など「まったく」「ぜんぜん」などを意味しており、強調する言葉などに使われる言葉である。企業のコンセプトは、豊かな只見と奥会津の魅力を伝え、未来へつながる活力のある人材を育成し、誰もが楽しめる只見ライフスタイルを提案することである。
輸出用酒類製造免許制度
日本国内の日本酒消費量は年々減少傾向だが、その一方、海外での日本食ブームによる日本酒人気は年々増加傾向にある。また、日本酒の供給過多や酒蔵の保護など考慮して、新たな酒類製造免許を許してこなかった。しかし、日本酒の海外人気を見過ごすのはと、輸出向けの日本酒に限っての清酒製造免許を与える制度を設け、2021年（令和2年）度の税制改正で「輸出用清酒製造免許制度」が発足し、2021年4月1日より免許の申請受付けがスタートされた。

## 沿革
- 2016年（平成28年）
  - 3月 - 設立の準備開始
  - 7月11日 - 酒米農家5名による合同会社「ねっか」が設立
  - 8⽉ - 「特産品しょうちゅう製造免許申請」を提出[6]
  - 9⽉ - 既存家屋の蒸留所改装⼯事着工
  - 12⽉ - 蒸畱所工事完成
- 2017年（平成29年）
  - 1⽉ - 「特産品焼酎製造免許」交付[6]
  - 1月 - 「米焼酎ねっか」の製造開始
  - 2⽉ - 初蒸留を開始
  - 4月 - 米焼酎ねっか販売を開始
- 2018年（平成30年）4月 - ティスティングルームをオープン
- 2019年（令和元年）3月 - 「日本GAP協会認証」を取得[6]
- 2021年（令和3年）
  - 6月 - 「輸出用酒類製造免許」交付[6]
  - 11月 - 日本酒を香港に輸出

## 営業情報
蒸留所
- 定休日 - 不定休
- 営業時間 - 午前10時-午後12時、午後1時-午後4時、時間外の見学可（事前連絡必要）
- 見学 - 1日2組（午前1組、午後1組）
- テイスティング - 試飲有料
- 駐車場 - 有り

併設店舗
- 定休日 - 不定休
- 営業時間 - 午前10時〜午後4時
- 駐車場 - 有り

## 商品
限定商品
- 奥会津蒸留所限定 ねっか44 - 焼酎最高アルコール度数44度
- 奥会津蒸留所限定 圃場限定 鳩川原 2019年度蒸留 - 鳩川原圃場で栽培した米を使用
- 奥会津蒸留所限定 圃場限定 佛地 2019年度蒸留 - 佛地圃場で栽培した米を使用
- 奥会津蒸留所限定 圃場限定 仮安平 2019年度蒸留 - 仮安平圃場で栽培した米を使用
- 只見町限定 ねっか雪中貯蔵酒 - 豪雪地帯である只見の雪中貯蔵酒
- 数量限定 只見線応援ラベル - 地域と未来をつなぐ只見線を応援する
- 継ねっか - 地域の子供やお年寄りが手をかけ育てた米を使用
- スピリッツ BARRELED NEKKA -SAKURA FINISH- - 樽で静かに寝かせた焼酎
- 消毒用高濃度アルコール ねっか66 - 消毒用高濃度アルコール

コラボ商品
- BEAMS JAPANコラボ ゆいねっか - 「ビームスジャパン」と福島県の「ふくしまものまっぷ」の為の焼酎
- ベルーナコラボ ねっか44 - 通信販売「ベルーナ」専用の焼酎
- 大内宿三澤屋コラボ ばがねっか43 - ねぎそばの「三澤屋」とコラボした焼酎
- 一の湯ラベル - 箱根にある老舗旅館「一の湯」とコラボした焼酎
- ヤマサちくわコラボ めごねっかはなたれ44 - 愛知県豊橋名産の「ヤマサちくわ」とコラボした焼酎
- 東北電力生活協同組合30周年記念酒 - 「本名発電所」と「田子倉湖」のコラボした焼酎
- 福島県観光物産協会コラボ - 17周年を迎える「福島県観光物産館」を記念した焼酎
- 只見ブランド米協議会コラボ - 只見ブランド米協議会のお米を使用した焼酎
- 「ジャグラー」北電子コラボ - パチスロの名機「ジャグラー」とコラボした焼酎
- 「八十里峠」三条コラボ - 只見町の棚田米と三条下田の棚田米のブレンドした焼酎

## 受賞歴
- 2017年（平成29年）7月 - 「インターナショナル・ワイン・チャレンジ」 IWSC2017 シルバーメダル受賞[6]
- 2018年（平成30年）
  - 7月 - 「インターナショナル・ワイン・チャレンジ」 IWSC2018 シルバーメダルダブル受賞[6]
  - 11月 - 「香港インターナショナル・ワイン＆スピリッツ・コンペティション」 HKIWSC2018 ゴールドメダル受賞[6]
- 2019年（令和元年）
  - 1月 - 「ふくしま地産地賞」大賞受賞[6]
  - 4月 - 「スペイン国際酒コンクール」 CINVE2019 最高賞受賞[6]
  - 11月 - 「『新しい東北』復興ビジネスコンテスト」大賞受賞[3][6]
- 2020年（令和2年）
  - 2月 - 「第5回ふくしま産業賞」銀賞受賞[6]
  - 7月 - 「東京ウイスキー＆スピリッツコンペティション」 TWSC2020 ゴールドメダル受賞[6]
- 2021年（令和3年）
  - 2月 - 「6次産業化優良事例表彰」食料産業局長賞受賞[6]
  - 4月 - フランス 「Kura Master協会」 金賞受賞[6]
  - 12月 - 環境省 「FUKUSHIMA NEXT」 福島県知事賞受賞[6]

## 関連文献
- 『未来コトハジメ』「福島・只見の蔵が生んだ米焼酎 地域貢献で東北復興ビジネスの大賞に」日経BP、2020年2月25日、2022年3月29日閲覧
- 『近代セールス』「インタビュー 福島県南会津郡只見町 合同会社ねっか 地域一丸となった米焼酎づくりで田んぼを守り雇用を創出する」脇坂斉弘、東京 近代セールス社、2021年4月1日、2022年3月28日閲覧
- 『日本経済新聞』「初製造の日本酒 香港に 福島県奥会津の「ねっか」焼酎用酵母使い香り華やか」2021年12月2日、2022年3月28日閲覧
- 『読売新聞』「小さな酒蔵　世界を狙う 輸出用免許が解禁　新規参入続々」2021年12月31日、2022年3月20日閲覧
- 『SAKE Street』「初の輸出用日本酒製造免許取得 海外のニーズに応え、地元の田んぼを守る - 福島県・ねっか」山本 浩司（空太郎）、2022年3月29日、2022年3月31日閲覧